# Lounis Dahmani
Pour les articles homonymes, voir Dahmani (homonymie).
Lounis Dahmani, né le 24 février 1970, est un auteur franco-algérien de bande dessinée.

## Biographie
Lounis Dahmani nait en France de parents algériens et kabyles. Mais son père, commerçant décide, devant les difficultés économiques de repartir en Kabylie avec femme et enfants. Il passe le Bac, commence puis laisse tomber les Beaux-Arts et la fac de lettres d’Alger.
Il publie ses premiers dessins de presse en 1989 et il se lance. Il travaille notamment pour Horizon, Libre Algérie et El Manchar. Mais à cause du terrorisme et parce qu'il n'arrive plus à travailler , il part pour la France en 1995. Là, il peut à nouveau travailler en tant que dessinateur.
En 2011, il auto-édite, avec le scénariste Karim Mahfouf alias Gyps, la bande dessinée Oualou en Algérie dont il assure le dessin. L'album rencontrant un certain succés, il sera réédité en 2017 par l'éditeur La Boîte à bulles,,.

## Œuvre
- Algérie, l'humour au temps du terrorisme, scénario et dessins de Lounis Dahmani, Bethy, 1998  (ISBN 2-912320-38-0)
- Blagues made in Algéria, scénario et dessins de Lounis Dahmani, 2007
- Oualou en Algérie, scénario de Gyps, dessins de Lounis Dahmani, auto-édition, 2011  (ISBN 978-2-9538436-0-6)
  - réédition en 2017, La Boîte à bulles  (ISBN 978-2-84953-287-4)
- Lost conquistadores, scénario de Lounis Dahmani, dessins de Juan María Córdoba, Tartamudo, collection Rires

1. La Bible au trésor, 2008  (ISBN 978-2-910867-32-4)

### Documentation
- Christophe Cassiau-Haurie, « Dahmani, Lounis », Africultures, Paris, L'Harmattan, nos 94-95 « Dictionnaire de la bande dessinée d'Afrique francophone »,‎ octobre 2013, p. 96 (ISBN 9782336298986, ISSN 1276-2458).